# Île Carrington
Carrington (en espagnol : Isla Carrington) est une île du Chili. 

## Géographie
Elle se situe dans le sud du Chili et est entièrement rocheuse.